# Jules Bosquin
Jules Bosquin, né le 29 septembre 1843 à Déville-lès-Rouen et mort le 25 mars 1909 à Paris 16e, est un ténor français.

## Biographie
Après avoir chanté quelque temps en province et, en dernier lieu, à Marseille où il est resté une année comme second ténor, Bosquin est monté à Paris, où il a été engagé au Carvalho au Théâtre-Lyrique en 1867.
Il a fait ses débuts à l'Académie de musique, le 18 octobre 1869, dans la Favorite, dans le rôle de Fernand.